# Bibloplectus ruficeps
Bibloplectus ruficeps är en skalbaggsart som först beskrevs av Victor Ivanovitsch Motschulsky 1856.  Bibloplectus ruficeps ingår i släktet Bibloplectus och familjen kortvingar. Inga underarter finns listade i Catalogue of Life.